# Гарсиласо I де ла Вега
Гарси Лассо де ла Вега I, также известный как «эль-Вьехо» (исп. Garcilaso I de la Vega, Garcilaso de la Vega el Viejo; ? — 1328, Сория) — испанский дворянин на службе у короля Кастилии Альфонсо XI. Он был канцлером Кастильского королевства, аделантадо короля. Позже он стал верховным судьей короля и приобрел обширные владения в Астурии-де-Сантильяна, феодальные земельные владения и вассальные города более чем в пятнадцати областях Кастилии. Он отправился в Сорию в 1328 году, чтобы набрать союзников против инфанта дона Хуана Мануэля, который постоянно поднимал восстания против королевской власти. Дворяне из Сории напали на него с арбалетами, заставив да ла Вегу искать укрытия в монастыре Сан-Франциско, где он в конце концов был убит. Альфонсо XI наказал всех виновных в его убийстве, приказав их казнить.

## Возможное происхождение
Согласно испанскому историку Луису де Саласару-и-Кастро, родоначальником дома де ла Вега мог быть Диего Гомес, сын графа Гомеса Гонсалеса де Мансанедо (1130—1182) и графини Милии Перес де Лара. Рой Диас де ла Вега, сын Диего Гомеса, продал недвижимость в Вальдегуне в 1229 году, заявив, что он сын Диего Гомеса. Тем не менее, современный испанский медиевист Карлос Эстепа Диес считает, что были и другие представители этой линии, которые использовали топоним «де ла Вега», и нет достаточных доказательств того, что это была ветвь семьи Мансанедо, хотя обе семьи состояли в смешанных браках.
Первым, кто добавил к топониму слово" Лассо", скорее всего, производное от средневекового кастильского, означающее «усталый» или «утомленный», был Педро Лассо де ла Вега, назначенный адмиралом королем Альфонсо X Кастильским в 1278 году.
Гарси Лассо был сеньором Каса де ла Вега, и ряда поместий, в том числе вилл Кобресес и Миральрио. Она занимал придворные должности старшего мерино Кастилии, старшего юстициария короны, старшего аделантадо Кастилии и старшего канцлера короля Альфонсо XI. Кроме того, он обладал многочисленными имениями в регионе Астурия-де-Сантильяна и собственностью и вассалами в более чем пятнадцати деревнях и местах.
Когда Гарси Лассо де ла Вега от имени короля прибыл в Сорию для сбора солдат в борьбе против восставшего инфанта Хуана Мануэля, несколько рыцарей из этого города убили его ударом арбалета и разорвали на куски, когда он направлялся к церкви Святого Франциска. Кастильский король Альфонсо XI наказал главных виновников, приказав их казнить.

## Брак и потомство
Документ, датированный 9 марта 1338 года, содержит подробное описание многих поместий и активов Гарсилассо де ла Вега, а также включает его браки и потомков. В ней описывается раздел его имущества после смерти между наследниками. Согласно этому документу, он женился дважды и имел следующих детей:
Дети от первого брака с Хуаной де Кастаньедой:
- Гарси Лассо де ла Вега II «Молодой», убитый в Бургосе по приказу короля Кастилии Педро Жестокого в 1351 году.
- Гонсало Руис де ла Вега, отец Терезы Гонсалес де ла Вега, которая вышла замуж за Педро Руиса де Вильегаса II (ок. 1295—1355).
- Гутьер Перес де ла Вега
- Мария Лассо де ла Вега, жена Гутьерре Гонсалеса де Кесады, сеньора де Вильягарсия
- Уррака Лассо де ла Вега, жена Педро Руиса Каррильо и мать Гарсиласо Каррильо.
- Педро Лассо де ла Вега.

Его второй супругой стала Тереза де Сотомайор, дочь галисийского магната Руя Паэса де Сотомайора (? — 1289), и Эльвиры Лопес. Тереза была вдовой Педро Руиса Манрике (? — 1323), 4-го сеньора де Амуско. Дети от второго брака:
- Эльвира лассо де ла Вега, муж — Руй Гонсалес де Кастаньеда (? — 1356, Торо), 2-й сеньор де Лас-Ормас, сын Диего Гомеса де Кастаньеды и Хуаны Фернандес де Гусман.